# Закон про забезпечення санітарного і епідеміологічного благополуччя населення
“Про забезпечення санітарного і епідемічного благополуччя населення“, (рос. “Об обеспеченнии санитарного и эпидемического благополучия населения”, англ. ”On Securing the Sanitary and Epidemiological Well-being of Population”, нім. “Über die Sicherung des hygienischen und epidemischen Wohlergehens der Befölkerung“) – Закон, що регулює суспільні відносини, які виникають у сфері забезпечення санітарного та епідемічного благополуччя, визначає відповідні пра-ва і обов’язки державних органів, підприємств, установ, організацій та громадян, встановлює порядок організації державної санітарно-епідеміологічної служби і здійснення державного санітарно-епідеміологічного нагляду в Україні. Прийнятий 24 лютого 1994 р. 
Зокрема Закон встановлює, що підприємства, установи і організації зобов’язані: 
1. за пропозиціями посадових осіб державної санітарно-епідеміологічної служби розробляти і здійснювати санітарні та протиепідемічні заходи;
2. у випадках, передбачених санітарними нормами, забезпечувати лабораторний контроль за виконанням вимог цих норм щодо безпеки використання (зберігання, транспортування тощо) шкідливих для здоров’я речовин та матеріалів, утворюваних внаслідок їх діяльності викидів, скидів, відходів та факторів, а також готової продукції; виконувати розпорядження і вказівки посадових осіб державної санітарно-епідеміологічної служби при здійсненні ними державного санітарно-епідеміологічного нагляду;
3. усувати за поданням відповідних посадових осіб державної санітарно-епідеміологічної служби від роботи, навчання, відвідування дошкільних закладів осіб, які є носіями збудників інфекційних захворювань, хворих на небезпечні для оточуючих інфекційні хвороби, або осіб, які були в контакті з такими хворими, з виплатою у встановленому порядку допомоги з соціального страхування, а також осіб, які ухиляються від обов’язкового медичного огляду або щеплення проти інфекцій, перелік яких встановлюється Міністерством охорони здоров’я України;
4. негайно інформувати органи, установи і заклади державної санітарно-епідеміологічної служби про надзвичайні події і ситуації, що становлять загрозу здоров’ю населення, санітарному та епідемічному благополуччю;
5. відшкодовувати у встановленому порядку працівникам і громадянам шкоду, завдану їх здоров’ю внаслідок порушення санітарного законодавства.